# Protestation devant les libertaires du présent et du futur sur les capitulations de 1937
Protestation devant les libertaires du présent et du futur sur les capitulations de 1937 est un livre bilingue (français/espagnol) publié par Champ libre en 1979. L'auteur du livre est un milicien anarchiste inconnu appartenant à la Colonne de Fer durant la Révolution sociale espagnole de 1936.
Le texte est traduit en français par deux «aficionados» sans qualités. Les traducteurs sont en fait Guy Debord et Alice Becker-Ho. Debord a aussi rédigé le texte de quatrième de couverture.

## Présentation
Ce texte est publié pour la première fois dans Nosotros, quotidien anarchiste de Valence, les 12, 13, 15, 16 et 17 mars 1937.
L'auteur inconnu, qui revendique le titre alors injurieux d'« incontrôlé », dénonce l'action contre-révolutionnaire des staliniens (PCE et PSUC), qui ont pris le relais de la bourgeoisie républicaine désarmée, et les concessions des responsables de la CNT-FAI qui ont entraîné l'échec de la Révolution prolétarienne en Espagne.
Le texte est mentionné dans le livre de l'historien Burnett Bolloten, La Révolution espagnole : la gauche et la lutte pour le pouvoir publié en 1977 et celui d'Abel Paz, Chronique passionnée de la colonne de fer. Pour Guy Debord, il s'agit de « l'écrit le plus véridique et le plus beau » laissé par la Révolution prolétarienne espagnole.

## Commentaire
Guy Debord présente ainsi le texte : « Cet appel d'un milicien anarchiste inconnu, appartenant à la fameuse « Colonne de Fer », paraît bien être, jusqu’à ce jour, l’écrit le plus véridique et le plus beau que nous ait laissé la révolution prolétarienne d'Espagne. Le contenu de cette révolution, ses intentions et sa pratique, y sont résumés froidement, et passionnément. Les principales causes de son échec y sont dénoncées : celles qui procédèrent de la constante action contre-révolutionnaire des staliniens relayant, dans la République, les forces bourgeoises désarmées, et des constantes concessions des responsables de la CNT-FAI (ici amèrement évoqués par le terme « les nôtres ») de juillet 1936 à mars 1937.
Celui qui revendique hautement le titre, alors injurieux, d'« incontrolado », a fait preuve du plus grand sens historique et stratégique. On a fait la révolution à moitié, en oubliant que le temps n'attend pas. « Hier nous étions maîtres de tout, aujourd'hui c’est eux qui le sont. » À cette heure, il ne reste plus aux libertaires de la « Colonne de Fer » qu'à « continuer jusqu'à la fin », ensemble. Après avoir vécu un si grand moment, il n'est pas possible de « nous séparer, nous en aller, ne plus nous revoir ». Mais tout le reste a été renié et dilapidé.
Ce texte, mentionné dans l'ouvrage de Burnett Bolloten, a été publié par Nosotros, quotidien anarchiste de Valence, des 12, 13, 15, 16 et 17 mars 1937. La « Colonne de Fer » fut intégrée, à partir du 21 mars, dans l'« armée populaire » de la République, sous l'appellation de 83e Brigade. Le 3 mai, le soulèvement armé des ouvriers de Barcelone fut désavoué par les mêmes responsables, qui réussirent à y mettre un terme le 7 mai. Il ne resta plus en présence que deux pouvoirs étatiques de la contre-révolution, dont le plus fort gagna la guerre civile. »

## Éditions
Champ libre édite le texte en 1979. Il est réédité en 1995 par les Éditions Ivrea. Il figure dans le volume d'Œuvres de Guy Debord édité par Gallimard dans la collection Quarto en 2006. [lire en ligne]